# Кудрін Олексій Леонідович
Олексі́й Леоні́дович Ку́дрін (рос. Алексей Леонидович Кудрин, нар. 12 жовтня 1960 року)  — російський державний і політичний діяч. Голова Рахункової палати Російської Федерації з 22 травня 2018 року. до 30 листопада 2022 року.
Заступник голови Уряду Російської Федерації (2007—2011), міністр фінансів Російської Федерації (2000—2011). Кандидат економічних наук, професор.

## Життєпис
Народився 12 жовтня 1960 року в Добеле, Латвійської РСР у родині військового шифрувальника росіянина Леоніда Кудріна та латвійки Зінти Міллере, депортованої у 1941 році до Сибіру.
До вступу до Ленінградського державного університету працював в Академії тилу і транспорту Міністерства оборони СРСР в м. Ленінграді автомеханіком, інструктором практичного навчання лабораторії двигунів. Після закінчення економічного факультету Ленінградського Державного Університету — стажист-дослідник Інституту соціально-економічних проблем Академії наук СРСР.
У грудні 1985 року поступив в очну аспірантуру Інституту економіки АН СРСР. Захистивши кандидатську дисертацію, займався науковою діяльністю в Інституті соціально-економічних проблем АН СРСР.
З жовтня 1990  працював заступником голови Комітету з економічної реформи виконкому Ленсовєта. Після ліквідації Комітету з економічної реформи перейшов в Комітет з управління Ленінградської зони вільного підприємництва.
З листопада 1991 по 1992 — заступник голови Комітету з економічного розвитку. З серпня 1992 до 1993 — голова Головного фінансового управління мерії Санкт-Петербургу (згодом перейменованого у Фінансовий комітет). З 1993 до червня 1996 — заступник, перший заступник мера, член Уряду міста, голова Комітету економіки і фінансів мерії Санкт-Петербурга.
У серпні 1996 указом Президента Російської Федерації призначений заступником керівника Адміністрації Президента Російської Федерації, начальником Головного Контрольного управління Президента Російської Федерації.
У березні 1997  О. Л. Кудрін Указом Президента Російської Федерації Бориса Єльцина призначений першим заступником Міністра фінансів Російської Федерації. Проводив переговори з клубом кредиторів після російського дефолту 1998 року.
З січня 1999  — перший заступник голови правління РАТ «ЄЕС Росії». У червні того ж року був призначений Першим заступником Міністра фінансів Російської Федерації.
З травня 2000 Указом Президента Російської Федерації призначений заступником Голови Уряду Російської Федерації — Міністром фінансів Російської Федерації.
З 9 березня 2004 року Указом Президента Російської Федерації призначений Міністром фінансів Російської Федерації. У травні зберіг свою посаду в новому кабінеті Фрадкова, у вересні 2007 року зберіг свій портфель в кабінеті Зубкова і став віце-прем'єром.
Прихильник ліберальних економічних реформ. В період його керівництва міністерством фінансів федеральний бюджет Росії зводиться з профіцитом, створений Стабілізаційний фонд, відбувається активна виплата зовнішньої заборгованості, введена «плоска шкала» прибуткового податку.
23 грудня 2004 був названий британським журналом The Banker міністром фінансів року, ставши переможцем в двох категоріях: «Світовий міністр фінансів року» і «Міністр фінансів року країн Європи». У 2006 році британська газета «Emerging markets» назвала Олексія Кудріна найкращим міністром фінансів серед європейських країн, що розвивалися.
12 травня 2008 р. призначений заступником Голови Уряду Російської Федерації — міністром фінансів Російської Федерації в новому уряді Володимира Путіна. Займав пост міністра фінансів РФ з 2000 по 2011 рік.
У вересні 2011 пішов з уряду через розбіжності з прем'єром Дмитром Медведєвим.
6 квітня 2012 року Кудрін заявив про створення в Росії «Комітету громадянських ініціатив».
З березня 2015 року обіймає посаду Голови Ради директорів НПФ БУДУЩЕЕ (до червня 2015 року — НПФ БЛАГОСОСТОЯНИЕ ОПС). 18 червня 2015 року Кудрін виступив з ідеєю проведення дострокових президентських виборів в Росії. Єдина Росія побачила в цій ініціативі загрозу стабільності в суспільстві, а депутат Держдуми від Справедливої Росії Михайло Ємельянов вважав це вступом в президентську гонку. Під час прямої лінії 2016 року Путін повідомив про те, що Кудрін буде активно працювати в експертній раді при президенті над питаннями щодо стратегії розвитку РФ і в період після 2018 року, бо «хоче вносити свій внесок у вирішення проблем, перед якими стоїть країна».
У 2012—2015 роках Кудрін неодноразово полемізував з президентом РФ Володимиром Путіним і партією влади «Єдина Росія» як експерт з головних питань розвитку суспільства, економіки та держави.
20 квітня 2016 року погодився очолити раду Центру стратегічних розробок. 30 квітня указом Путіна Кудрін призначений заступником голови Економічної ради при Президентові Росії.
У травні 2016 року Олексій Кудрін як Голова Центру стратегічних розробок РФ у ході засідання президії економічної ради заявив, що Росія повинна вбудовуватися в міжнародні технологічні ланцюжки, для чого потрібно «знизити геополітичну напруженість». Зі слів джерел, — трьох учасників засідання ради — у відповідь Путін заявив, що, нехай Росія в чомусь і відстала, але у неї «тисячолітня історія і Росія не стане торгувати суверенітетом».
10 травня 2018 року після інавгурації Володимира Путіна Олексію Кудріну запропонували очолити Рахункову Палату Російської Федерації. Пізніше, зустрівшись із керівництвом Єдиної Росії, він погодився з цією пропозицією.

### Голова Рахункової палати
22 травня 2018 року Державна Дума РФ затвердила Кудріна на посаді Голови Рахункової палати РФ.

## Творчий доробок
Автор понад 15 наукових робіт в області економіки і фінансів..

## Чини і звання
- Дійсний державний радник Російської Федерації 1 класу (3 грудня 1996 року)[21].
- Підполковник запасу, артилерист[22][23].

## Сім'я
Одружений, виховує дітей.